# Moravany (district de Brno-Campagne)
Pour les articles homonymes, voir Moravany.
Moravany (en allemand : Morbes) est une commune du district de Brno-Campagne, dans la région de Moravie-du-Sud, en République tchèque. Sa population s'élevait à 3 313 habitants en 2020.

## Géographie
Moravany se trouve à 6 km au sud-ouest du centre de Brno et à 186 km au sud-est de Prague.
La commune est limitée par Brno au nord et à l'est, par Modřice, Želešice et Ořechov au sud, et par Nebovidy et Ostopovice à l'ouest.

## Histoire
La première mention écrite de la localité date de 1289.